# Куна Пелєська
42°58′ пн. ш. 17°20′ сх. д. / 42.96° пн. ш. 17.34° сх. д.
Куна Пелєська (хорв. Kuna Pelješka) — населений пункт у Хорватії, у Дубровницько-Неретванській жупанії у складі громади Оребич.

## Населення
Населення за даними перепису 2011 року становило 223 осіб.
Динаміка чисельності населення поселення: